# Pikovaja dama: Zazerkalje
Pikovaja dama: Zazerkalje (russisk: Пиковая дама: Зазеркалье) er en russisk spillefilm fra 2019 af Aleksandr Domogarov.

## Medvirkende
- Angelina Stretjina som Olya
- Daniil Muravjev-Izotov som Artjom
- Claudia Boczar som Obolenskaja
- Valerij Pankov som Igor Sergeevitj
- Vladislav Konopljov som Kirill